# Ed Gein (banda)
Ed Gein é uma banda dos Estados Unidos da América. Su nome é uma referência ao assassino Ed Gein.
A música de Ed Gein foi rotulada como grindcore, metalcore, mathcore e noise rock, com influências do thrash metal.

## Integrantes
- Graham Reynolds - guitarra, vocal
- Aaron Jenkins - baixo, vocal
- Jesse Daino - bateria, vocal

## Discografia
- 2002 - Ed Gein 3 Song Demo CD
- 2003 - It's a Shame a Family Can Be Torn Apart by Something as Simple as a Pack of Wild Dogs
- 2005 - Judas Goats & Dieseleaters
- 2006 - 3 Song Demo + It's A Shame...